# Квінлан (Техас)
Квінлан (англ. Quinlan) — місто (англ. city) в США, в окрузі Гант штату Техас. Населення — 1414 особи (2020).

## Географія
Квінлан розташований за координатами 32°54′32″ пн. ш. 96°7′55″ зх. д. / 32.90889° пн. ш. 96.13194° зх. д. (32.908916, -96.131865).  За даними Бюро перепису населення США в 2010 році місто мало площу 3,43 км², уся площа — суходіл.

### Клімат
| Клімат : Квінлан      | Клімат : Квінлан | Клімат : Квінлан | Клімат : Квінлан | Клімат : Квінлан | Клімат : Квінлан | Клімат : Квінлан | Клімат : Квінлан | Клімат : Квінлан | Клімат : Квінлан | Клімат : Квінлан | Клімат : Квінлан | Клімат : Квінлан | Клімат : Квінлан |
| Показник              | Січ.             | Лют.             | Бер.             | Квіт.            | Трав.            | Черв.            | Лип.             | Серп.            | Вер.             | Жовт.            | Лист.            | Груд.            | Рік              |
| Середній максимум, °C | 13,7             | 15,6             | 20,4             | 25,6             | 28,6             | 32,6             | 35,4             | 35,4             | 30,8             | 26,6             | 20,2             | 14,9             | 25,0             |
| Середній мінімум, °C  | 1,2              | 2,1              | 6,9              | 13,2             | 16,7             | 20,3             | 22,4             | 21,8             | 18,3             | 12,8             | 7,1              | 2,9              | 12,2             |
| Норма опадів, мм      | 46               | 69               | 71               | 130              | 122              | 71               | 56               | 58               | 124              | 114              | 71               | 74               | 1003             |
| --------------------- | ---------------- | ---------------- | ---------------- | ---------------- | ---------------- | ---------------- | ---------------- | ---------------- | ---------------- | ---------------- | ---------------- | ---------------- | ---------------- |
| Джерело: Weatherbase  |                  |                  |                  |                  |                  |                  |                  |                  |                  |                  |                  |                  |                  |

## Демографія
Згідно з переписом 2010 року, у місті мешкали 1394 особи в 546 домогосподарствах у складі 354 родин. Густота населення становила 407 осіб/км².  Було 626 помешкань (183/км²).
Расовий склад населення:
| - 94,1 % — білих - 1,1 % — азіатів - 0,9 % — корінних американців - 0,6 % — чорних або афроамериканців - 0,3 % — вихідців з тихоокеанських островів - 1,2 % — осіб інших рас |

До двох чи більше рас належало 1,7 %. Частка іспаномовних становила 9,1 % від усіх жителів.
За віковим діапазоном населення розподілялося таким чином: 26,3 % — особи молодші 18 років, 59,4 % — особи у віці 18—64 років, 14,3 % — особи у віці 65 років та старші. Медіана віку мешканця становила 37,1 року. На 100 осіб жіночої статі у місті припадало 87,1 чоловіків;  на 100 жінок у віці від 18 років та старших — 80,5 чоловіків також старших 18 років.
Середній дохід на одне домашнє господарство  становив 60 491 долар США (медіана — 35 707), а середній дохід на одну сім'ю — 75 705 доларів (медіана — 41 806). Медіана доходів становила 43 250 доларів для чоловіків та 28 125 доларів для жінок. За межею бідності перебувало 27,2 % осіб, у тому числі 47,0 % дітей у віці до 18 років та 16,5 % осіб у віці 65 років та старших.
Цивільне працевлаштоване населення становило 679 осіб. Основні галузі зайнятості: роздрібна торгівля — 16,1 %, освіта, охорона здоров'я та соціальна допомога — 15,5 %, виробництво — 13,8 %.